# أبو العباس الأقليشي
'أبو العباس الأُقْلِيشي (363 - 410 هـ / 973 - 1019 م) عالم قراءات أندلسي.
ولد أبو العباس أحمد بن قاسم بن عيسى اللخمي المنسوب إلى أقليش في صفر 363 هـ.
ورحل إلى الشرق، فسمع من شيوخ بغداد ومصر. ثم عاد إلى الأندلس، وسكن قرطبة، ثم انتقل إلى طليطلة في زمن الفتنة وأقرأ الناس بها. للأقليشي كتاب في «معاني القراءات»، ورجح الزركلي كونه صاحب كتاب «تفسير العلوم والمعاني المستودعة في السبع المثاني». توفي أبو العباس الأقليشي في رجب 410 هـ.